# Moana Pasifika
Actualités
Dernière mise à jour : 2 janvier 2025.
Les Moana Pasifika est une franchise de rugby à XV basée à Auckland en Nouvelle-Zélande, et évoluant en Super Rugby à partir de la saison 2022. Bien qu'affiliée à la fédération néo-zélandaise, cette équipe a pour but de représenter les nations du Pacifique, notamment les îles Fidji, Samoa et Tonga.

## Histoire

### Origines
L'origine des Moana Pasifika remonte aux années 2010. En effet, dès 2014 les médias spécialisés dans le rugby à XV abordent l'hypothèse d'une franchise océanienne dans le cadre de la future expansion du Super Rugby,. Néanmoins, pour des raisons financières et sportives, c'est finalement une équipe japonaise (les Sunwolves) et une argentine (Jaguares) qui sont choisis pour intégrer la compétition en 2016.
Cette idée refait surface quelques années plus tard, soutenu par des joueurs comme Nemani Nadolo ou Josh Matavesi, qui plaident dans les médias la cause d'une franchise regroupant les trois grandes nations rugbystiques du Pacifique, que sont les Fidji, les Samoa et les Tonga,,. Cette initiative est reçue positivement par la fédération néo-zélandaise, qui envisage même de participer au financement de l'équipe. Il y a néanmoins de nombreuses interrogations quant aux moyens de cette franchise. Le projet d'une franchise du Pacifique, qui serait basée à Hawaï, est même envisagée afin d'en faciliter le financement. Finalement, le projet est de nouveau écarté par la SANZAAR en décembre 2018,.
En 2020, le format du Super Rugby est réorganisé, notamment à cause des problèmes économiques liés à la pandémie de Covid-19. En effet, les quatre franchises sud-africaines quittent le championnat par décision de leur fédération, avec le projet de rejoindre le Pro14 européen. Parallèlement, la franchise argentine des Jaguares est écartée pour des raisons économiques, et le départ de la franchise japonaise des Sunwolves, prévu depuis 2019, est officialisé. Avec le recentrage du Super Rugby sur le continent océanien, et la réduction du nombre d'équipe, le projet d'une franchise du Pacifique est remis au goût du jour. 
En septembre 2020, le Super Rugby annonce officiellement qu'il passe de 10 à 12 équipes en 2022, et le projet océanien prend officiellement le nom de Moana Pasifika,. La franchise est soutenue par les trois fédérations nationales (Fidji, Samoa, Tonga), mais doit être basée à Auckland en Nouvelle-Zélande. Le choix de cette ville se fait pour des raisons économique, ainsi que pour la proximité avec la forte population originaire des îles du Pacifique vivant à Auckland. En novembre 2020, la fédération néo-zélandaise accorde son soutien aux Moana Pasifika, et fait leur «partenaire préférentiel» en vue d'une intégration au Super Rugby,.
Avant toute prise de décision quant à leur futur dans la compétition, les Moana Pasifika ont l'occasion de jouer un premier match d'exhibition le 5 décembre 2020. En effet, ils sont appelés à affronter les Māori All Blacks à Hamilton. L'équipe est entraînée par l'ancien All Black Tana Umaga, et compte dans son effectif plusieurs internationaux îliens, ainsi que l'international néo-zélandais Josh Ioane,. Les Moana Pasifika s'inclinent face à leurs adversaires du jour sur le score de 28 à 21.

### En Super Rugby (depuis 2022)
Les premiers pas vers l'officialisation de la participation des Moana Pasifika au Super Rugby ont lieu au début de l'année 2021. Effectivement, en mars la fédération néo-zélandaise accepte de partager les revenus des droits de diffusion, et le mois suivant World Rugby accepte de participer au financement,. En avril 2021, la franchise reçoit une licence conditionnelle pour rejoindre la compétition en 2022. En juillet de la même année, cette licence est confirmée, ce qui officialise l'entrée de l'équipe en Super Rugby, aux côtés de la franchise fidjienne des Fijian Drua,. La localisation de l'équipe à Auckland est également confirmée, et doit évoluer au Mount Smart Stadium au moins jusqu'en 2028. La décision de baser cette équipe en Nouvelle-Zélande reçoit quelques critiques, n'y voyant pas une solution pour aider le rugby local des îles, mais destinée à aider les joueurs évoluant en Nouvelle-Zélande,,.
Le premier effectif des Moana Pasifika est officialisé en novembre 2021, et comporte essentiellement de joueurs natifs de Nouvelle-Zélande, mais dont l'immense majorité est sélectionnable avec l'une des nations du pacifique. Les deux anciens Wallabies Sekope Kepu et Christian Lealiifano sont également recrutés pour apporter leur expérience au jeune effectif. Le premier entraîneur de la franchise est le néo-zélandais Aaron Mauger.

## Effectif pour le Super Rugby 2025
Les Moana Pasifika officialisent l'effectif pour disputer la saison 2025 de Super Rugby le 11 novembre 2024. 
| Nom                      | Date de naissance | Nationalité sportive | Sélections (PM) | Province ou club | Club précédent   | Arrivée au club |
| Talonneurs               | Talonneurs        | Talonneurs           | Talonneurs      | Talonneurs       | Talonneurs       | Talonneurs      |
| ------------------------ | ----------------- | -------------------- | --------------- | ---------------- | ---------------- | --------------- |
| Tomasi Maka              | 21 octobre 2002   | Australie            | -               | -                | Débuts au club   | 2024            |
| Sama Malolo              | 9 février 1998    | Samoa                | 13 (20)         | Auckland         | San Diego Legion | 2024            |
| Sam Moli                 | 24 décembre 1998  | Tonga                | 18 (30)         | Tasman           | Débuts au club   | 2022            |
| Piliers                  |                   |                      |                 |                  |                  |                 |
| Chris Apoua              | 30 janvier 1992   | Nouvelle-Zélande     | -               | Southland        | SCM Timișoara    | 2022            |
| Pone Fa'amausili         | 26 février 1997   | Australie            | 6 (0)           | -                | Melbourne Rebels | 2025            |
| James Lay                | 16 décembre 1993  | Samoa                | 16 (0)          | Auckland         | Blues            | 2024            |
| Sione Mafileo            | 14 avril 1993     | Nouvelle-Zélande     | -               | North Harbour    | Chiefs           | 2024            |
| Abraham Pole             | 28 juin 1998      | Nouvelle-Zélande     | -               | Otago            | Crusaders        | 2022            |
| Deuxièmes lignes         |                   |                      |                 |                  |                  |                 |
| Allan Craig              | 19 avril 2002     | Nouvelle-Zélande     | -               | Northland        | Débuts au club   | 2024            |
| Michael Curry            | 17 décembre 1993  | Samoa                | 8 (0)           | North Harbour    | Toyota Shuttles  | 2022            |
| Tom Savage               | 18 avril 1989     | Angleterre           | -               | -                | Tokyo Sungoliath | 2024            |
| Sam Slade                | 28 août 1997      | Samoa                | 8 (0)           | Counties Manukau | Colorado Raptors | 2022            |
| Ofa Tauatevalu           | 29 octobre 2000   | Nouvelle-Zélande     | -               | Manawatu         | Débuts au club   | 2024            |
| Ola Tauelangi            | 28 novembre 1999  | Australie            | -               | Auckland         | Waratahs         | 2024            |
| Troisièmes lignes aile   |                   |                      |                 |                  |                  |                 |
| Miracle Fai'ilagi        | 31 août 1999      | Samoa                | 4 (5)           | -                | Débuts au club   | 2023            |
| Sione Havili             | 25 janvier 1998   | Tonga                | 14 (0)          | Tasman           | Crusaders        | 2024            |
| Alamanda Motuga          | 11 septembre 1994 | Samoa                | 7 (10)          | Counties Manukau | Débuts au club   | 2022            |
| Semisi Paea              | 17 avril 1999     | Tonga                | 7 (0)           | Bay of Plenty    | New England      | 2024            |
| Irie Papuni              | 29 janvier 2001   | Australie            | -               | -                | Débuts au club   | 2024            |
| Troisièmes lignes centre |                   |                      |                 |                  |                  |                 |
| Lotu Inisi               | 26 avril 1999     | Tonga                | 2 (0)           | North Harbour    | Débuts au club   | 2022            |
| Ardie Savea              | 14 octobre 1993   | Nouvelle-Zélande     | 94 (140)        | Wellington       | Kobelco Steelers | 2024            |
| Demis de mêlée           |                   |                      |                 |                  |                  |                 |
| Aisea Halo               | 29 juin 1993      | Tonga                | 5 (0)           | North Harbour    | Débuts au club   | 2024            |
| Melani Matavao           | 19 novembre 1995  | Samoa                | 17 (40)         | Otago            | Débuts au club   | 2024            |
| Jonathan Taumateine      | 28 septembre 1996 | Samoa                | 16 (20)         | Counties Manukau | Hurricanes       | 2022            |
| Demis d'ouverture        |                   |                      |                 |                  |                  |                 |
| Jackson Garden-Bachop    | 3 octobre 1994    | Nouvelle-Zélande     | -               | Wellington       | CA Brive         | 2024            |
| William Havili           | 9 septembre 1998  | Tonga                | 14 (95)         | Tasman           | Débuts au club   | 2022            |
| Patrick Pellegrini       | 28 septembre 1998 | Tonga                | 6 (5)           | -                | Coventry RFC     | 2025            |
| Centres                  |                   |                      |                 |                  |                  |                 |
| Solomon Alaimalo         | 27 décembre 1995  | Nouvelle-Zélande     | -               | Canterbury       | Highlanders      | 2024            |
| Fine Inisi               | 19 mai 1998       | Tonga                | 8 (5)           | North Harbour    | Débuts au club   | 2022            |
| Lalomilo Lalomilo        | 12 février 1999   | Samoa                | -               | Bay of Plenty    | Chiefs           | 2024            |
| Julian Savea             | 7 août 1990       | Nouvelle-Zélande     | 54 (230)        | Wellington       | Hurricanes       | 2024            |
| Ailiers                  |                   |                      |                 |                  |                  |                 |
| Neria Fomai              | 3 février 1992    | Samoa                | 10 (0)          | Hawke's Bay      | Débuts au club   | 2022            |
| Pepesana Patafilo        | 29 mai 1996       | Nouvelle-Zélande     | -               | Wellington       | Hurricanes       | 2024            |
| Danny Toala              | 26 mars 1999      | Samoa                | 14 (12)         | Hawke's Bay      | Hurricanes       | 2024            |
| Arrières                 |                   |                      |                 |                  |                  |                 |
| Losi Filipo              | 29 décembre 1997  | Samoa                | 1 (0)           | Wellington       | Débuts au club   | 2024            |
| Kyren Taumoefolau        | 8 mai 2003        | Tonga                | 6 (20)          | Tasman           | Débuts au club   | 2023            |

## Staff 2025
- Tana Umaga - Entraîneur principal
- Tom Coventry - Entraîneur adjoint
- Stephen Jones - Entraîneur des arrières
- Alando Soakai - Entraîneur de la défense
- Pauliasi Manu  - Entraîneur de la mêlée
- Seilala Mapusua - Entraîneur des skills